# Da Baggio (famiglia)
I da Baggio (anche Baggi, in antichità de Badagio) furono una famiglia capitaneale di Milano, originaria dell'omonimo borgo.

## Storia
La famiglia origina da Tazone da Baggio, che divenne noto per guidare la rivolta milanese contro Landolfo II da Carcano uccidendone il padre. La famiglia si divise in due rami alcuni anni dopo,  basandosi sui nipoti di Tazone: Adelardo diede origine al ramo capitaneale di Baggio, che ottenne de facto un ruolo signorile sulla Pieve di Cesano Boscone e un ruolo preposturale nella Basilica di Sant'Ambrogio, mentre Tazone diede origine al ramo della città di Milano, più influente nella politica milanese ed imperiale . Ha avuto tra le proprie file papa Alessandro II e Anselmo di Lucca, che ebbero forte influenza nella Chiesa ambrosiana e nel movimento della pataria.
Ad essi era dedicata anche una contrada a Brera, nelle vicinanze della Porta Cumana, tra i secoli XI e XII, dove esercitava il proprio potere il lato urbano della famiglia.
Nel 1117 due membri della famiglia, Arialdo e Adelardo, vengono eletti consoli del comune di Milano.
Mai capaci di slegarsi completamente dal proprio territorio, persero molto del proprio potere politico intorno al periodo delle guerre con Federico Barbarossa e nel 1206 perdono ufficialmente ogni diritto su Baggio. Restano comunque una famiglia abbastanza influente nella zona e con ricchezze non indifferenti, impegnata anche nel settore bancario e notarile.
La loro ultima menzione d'epoca medievale risale al 1412, quando Andrea e Paolo Baggio prendono parte alla congiura che porta alla morte di Giovanni Maria Visconti: Filippo fece arrestare e squartare Paolo, e saccheggiò la sua casa. 
Il ramo baggese mantiene un giuspatronato sulla Chiesa di Sant'Apollinare, la cui genuinità è stata verificata più volte dall'Arcidiocesi di Milano: essi presumibilmente diffusero la diceria che fosse stata costruita da Papa Alessandro II quando si trovarono costretti a condividerla con la popolazione, e lo mantennero sino al 1775, quando passò per un ramo matrilineare ai d'Adda.